# Boa Vista do Buricá
Boa Vista do Buricá là một đô thị thuộc bang Rio Grande do Sul, Brasil. Đô thị này có diện tích 108,732 km², dân số năm 2007 là 6468 người, mật độ 59,49 người/km².